# Битва при Гавгамелах
Битва при Гавгамелах (также битва при Арбе́лах, 1 октября 331 года до н. э.) — решающее сражение между войсками Александра Македонского и персидского царя Дария III, после которого империя Ахеменидов прекратила своё существование. 
Согласно современным оценкам, войско Дария III в несколько раз превышало македонян по численности. Преимуществом македонян были качество их вооружения, выучка, а также больший опыт военачальников. Персы относительно успешно атаковали левый фланг македонского войска, однако ослабили свой центр. Гетайры, гипасписты, а за ними и фалангиты немедленно бросились в прорыв, который «превратился как бы в зияющую рану, в которую с ужасающей быстротой вгрызалось яростное оружие македонцев, проникая в самый центр — к Дарию». Персидский царь бежал, после чего за ним последовали и остальные воины.
Битва при Гавгамелах вошла в историю военного искусства в качестве примера хороших предварительной подготовки, разведки, учёта конкретной обстановки, согласованных действий отдельных отрядов всего войска. Впервые в истории в сражении появились прообразы резерва в виде второй линии, что привело к усложнению боевого порядка и руководства боем.

## Предыстория
Александр Македонский с войском в 32 тысячи пеших воинов и 4500 всадников переправился в Азию через пролив Геллеспонт в 334 году до н. э. В том же году он разгромил войско персидских сатрапов в сражении на реке Граник, после чего подчинил себе бо́льшую часть Малой Азии. Следующее решающее сражение между войсками Александра и персидского царя Дария III состоялось осенью 333 года до н. э. на узкой прибрежной равнине при Иссе. Ещё античные историки отмечали, что бо́льшая часть войска персов не участвовала в этой битве, а Александр смог нивелировать численное преимущество противника. Квинт Курций Руф писал: «Дарий же, повелитель такой огромной армии, из-за тесноты поля боя свёл её к той самой малочисленности, за какую презирал врага».
Дарий III спасся бегством вглубь своей обширной империи, и пока он собирал новое войско из подвластных ему народов, Александр захватил Финикию, Сирию и Египет. Пока македонское войско осаждало Тир персы попытались воспользоваться возникшими у Александра затруднениями и даже начали контрнаступление в Малой Азии, рассчитывая отрезать основное войско врага от Македонии. Однако энергичные действия Антигона, который не дал персам собрать свои силы в единое войско и одержал три победы над их разрозненными отрядами, привели к провалу первоначального плана персов. К этому времени относится мирное предложение Дария III о заключении мирного договора путём территориальных уступок, громадной суммы контрибуции (в изложении античных историков — от 3 до 30 тысяч талантов) и женитьбе Александра на его дочери. Македонский царь отверг эти предложения.
В 331 году до н. э. Александр после завоевания Египта повёл армию в центр империи Ахеменидов. Дарий III, согласно Арриану, поручил сатрапу Мазею не допустить переправки македонян через Евфрат и выделил ему для этой цели три тысячи всадников и войско, в котором также находилось две тысячи греческих наёмников. Персы некоторое время не давали возможности врагу построить мост через реку возле Фапсака, однако после того как Мазей решил бежать к основному войску, македоняне спокойно пересекли реку. В изложении Диодора Сицилийского, Мазей решил, что Александр Македонский не сможет пересечь реку и поэтому не озаботился должной охраной берега. Македоняне нашли брод, через который перешли на другую сторону. Вместо патрулирования реки Мазей приказал своим войскам опустошать близлежащую область, чтобы «враг не смог пройти из-за отсутствия пищи». В отличие от информации из трудов Арриана, согласно Диодору, Мазею было поручено охранять берег Тигра, а не Евфрата. Квинт Курций Руф писал, что Дарий приказал Сатропату с тысячей всадников и Мазею с шестью тысячами воинов воспрепятствовать переходу Александра через Евфрат и Тигр и одновременно опустошить те земли, которые могут занять македоняне. Согласно античному историку, Мазей не решился вступить в бой во время переправы македонян через Евфрат. Также, Курций Руф отмечал, что Мазей сделал область между Евфратом и Тигром опустошённой и безлюдной. По мнению В. Хеккеля, Мазей не обладал необходимым количеством войск, чтобы предотвратить переправку македонян. Я. Стронк считал, что противоречия в античных источниках обусловлены тем, что Мазею было поручено предотвратить переход Александра через обе реки (Тигр и Евфрат), а не одну.
По мнению Й. Лендеринга, первоначальный план Александра мог включать марш по руслу Евфрата на юг к Вавилону. Однако опустошение Месопотамии персами по приказу Дария III с последующей длительной осадой громадного города было бы крайне рискованной задачей. Поэтому Александр был вынужден идти со своим войском дальше на восток к тому месту, где Дарий III намеревался дать македонянам решающее сражение. По версии историка, ситуация развивалась согласно плану персидского царя. Дарий III мог специально не чинить особых препятствий македонянам при переправке через водные преграды Евфрата и Тигра, чтобы после победы не допустить их отступления.
Незадолго до сражения, в ночь с 20 на 21 сентября, произошло лунное затмение. Согласно Арриану и «Вавилонским астрономическим дневникам», как греки, так и персы восприняли это в качестве знака скорой победы Александра. Последнее предложение Дария III заключить мир ценой территориальных уступок, возможно, было связано с деморализацией войска от неблагоприятных предзнаменований.

## Место битвы

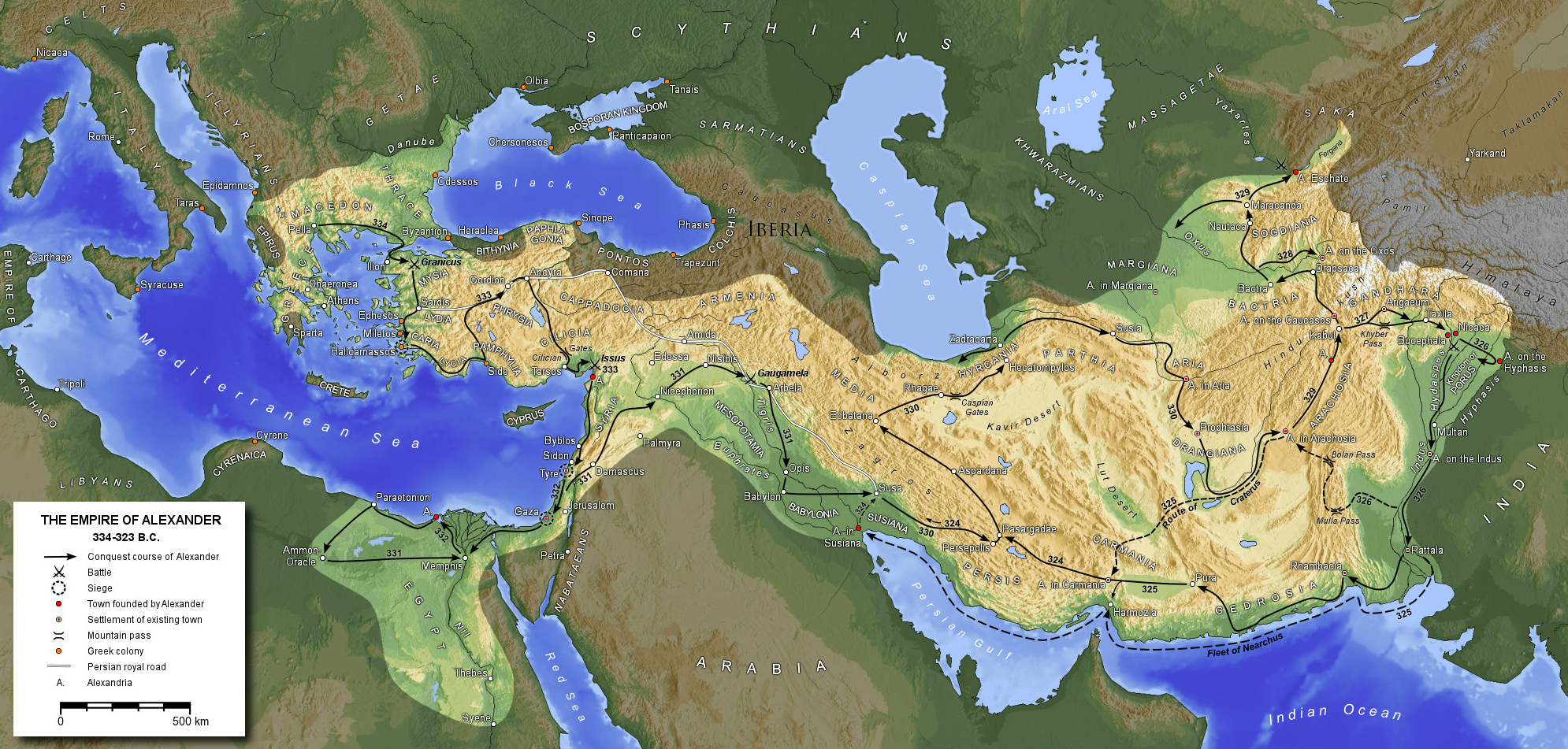
Ориентировочное расположение места битвы на карте империи Александра

Дарий III был уверен, что поражение при Иссе стало следствием недостатка места на поле боя, что не дало ему возможности использовать численное преимущество. Чтобы не повторить ошибки он занял широкую равнину, на которой, согласно античной традиции, удалил все естественные препятствия включая терновые кусты и мелкие холмики, после чего стал дожидаться подхода войска Александра. Согласно Арриану, место сражения располагалось возле реки Бумела в 500—600 стадиях (около 90—100 км) от Арбел. Битва при Гавгамелах в источниках часто фигурирует как «битва при Арбелах». Ещё Арриан отмечал некорректность такого обозначения:
Арбелы отстоят от места последнего сражения между Александром и Дарием на 600 стадий или на 500 стадий: одни писатели дают первое, самое большое расстояние, другие — второе, самое маленькое. Птолемей и Аристобул говорят, что эта последняя битва произошла у Гавгамел возле реки Бумела. Гавгамелы же это не город, а большое селение; место это вовсе неизвестно и название его неблагозвучно. Поэтому, думаю я, Арбелы (это город) и прославили как место такого великого сражения. Если можно представить себе, что оно произошло при Арбелах, отстоящих на таком расстоянии, то можно утверждать, что саламинская битва случилась у Коринфского перешейка, а битва при эвбейской Артемизии — у Эгины или Суния.
В том же духе высказался Плутарх, который связал топоним «Гавгамелы» с «верблюжьим домом», в котором спасаясь от преследования спрятался «один из древних царей». Точное расположение Гавгамел и места битвы не установлено. Различные историки приводят свои версии его месторасположения. Авторы «Британники» считали, что Гавгамелы находились северо-восточнее Ниневии, неподалёку от Мосула. А. С. Шофман также соглашается с тем, что наиболее вероятным местом битвы была равнина около Ниневии. Историк отмечал, что расстояние между Ниневией и Арбелой составляло 48 км, что не соответствует данным античных источников о 500—600 стадиях от Гавгамел до Арбелы.

## Перед сражением
Он [Александр] говорил, что перед ними, прошедшими столько земель в надежде на победу, за которую стоило бороться, осталось это последнее препятствие. Сражение на реке Гранике, преодоление гор Киликии, захват Сирии и Египта вызывают надежду на славу. Персы будут сражаться, так как им воспрепятствовали бежать. Уже третий день они стоят на одном месте, обессиленные страхом, отягченные своим вооружением. Верным доказательством их отчаяния служит то, что они сжигают свои города и поля, будучи уверены, что все, что они не уничтожат, достанется победителю. Нет основания бояться пустых имен неизвестных народов. Ничего не значит для решения спора в войне, кого называют скифами, а кого кадусиями. Раз они неизвестны, значит, они недостойны славы. Храбрые никогда не остаются в неизвестности, а люди невоинственные, вытащенные из закоулков, это только пустые названия. Македонцы своим мужеством достигли того, что нет на земле места, где бы о них не знали. Пусть они только посмотрят на неустройство персидского войска: у одних нет ничего, кроме дротика, другие мечут камни из пращей, лишь у немногих есть полное вооружение. Итак: там больше людей, у нас больше способных сражаться. Он не требует, чтобы они храбро бросились в бой, если сам не будет подавать другим пример мужества. Он будет сражаться впереди всех знамен. Он обещает, что каждая его рана будет знаком отличия на его теле; они сами знают, что только он не участвует в разделе общей добычи и что все добываемое победами расходится на их награды, на их потребности. Он знает, что говорит это мужественным воинам. Иначе он сказал бы им, что они зашли туда, откуда уже нельзя бежать. Отмерив столько пространств земли, оставив позади себя столько рек и гор, они должны теперь проложить себе путь на родину, к пенатам своею собственной рукой.
Когда македоняне приблизились к войску Дария III, Александр собрал военный совет. Большинство его участников предлагали немедленно атаковать, однако Александр принял мнение наиболее опытного военачальника в македонском войске Пармениона о необходимости осмотреть поле боя и изучить вражеские позиции. Согласно Арриану, через некоторое время в палатку царя пришёл Парменион с предложением атаковать ночью. По его мнению, это внесёт сумятицу в стан персов, которые не ожидают ночной атаки. Александр отверг данную идею на основании моральных соображений, «что стыдно … красть победу: ему надлежит победить в открытую, без хитростей». Античный историк отмечал, что в данном случае македонский царь принял верное решение. Ночью могло произойти много неожиданностей. В условиях, когда враг лучше ориентировался в местности, ночная атака македонян дала бы персам дополнительные преимущества. Квинт Курций Руф привёл ещё один аргумент об ошибочности нападения ночью. Персы были готовы к такому развитию событий и несли стражу, чтобы не оказаться застигнутыми врасплох. Дарий III даже распорядился не распрягать лошадей и быть при оружии. Плутарх писал, что ряд военачальников во главе с Парменионом подошли к Александру после жертвоприношения с соответствующим предложением, на что царь ответил: «Я не краду победу».
П. Бриан и В. Хеккель считали историю о несостоявшейся ночной атаке выдумкой античных авторов. А. А. Клейменов, напротив, отметил сходное описание события в трёх источниках, на основании чего сделал вывод о том, что такое предложение рассматривалось перед сражением македонянами. Историк подчёркивал, что тактика ведения ночного боя была хорошо знакома македонянам. Однако, в условиях численного превосходства персов, ночная атака была чрезмерно опасной. Она могла бы обернуться хаосом вследствие невозможности координации между отрядами македонян. Также было утрачено одно из основных преимуществ атаки ночью — фактор неожиданности. Персы ожидали такого развития событий и находились в полной боевой готовности. Однако сам факт ожидания сражения ночью со стороны персов сыграл на руку македонянам. Бессонная ночь и пребывание в состоянии напряжения перед решающим сражением снизило их боеспособность.
Античные источники по разному описывают моральное состояние в македонской армии и действия Александра непосредственно перед сражением. Плутарх писал, что Александру донесли о разговорах рядовых воинов в палатках не сносить добычу в воинский шатёр, а оставить её себе. На это царь улыбнулся и ответил: «Добрую весть вы мне принесли: вот разговоры мужей, решившихся не бежать, а победить!» Квинт Курций Руф, напротив, писал о страхе в лагере македонян. Перед сражением Александр произнёс речь, смысл которой античные авторы передают по разному. Согласно Арриану, на военном совете царь сказал своим военачальникам, что «ему нечего воодушевлять их перед сражением: они давно уже воодушевлены собственной доблестью и многократно совершенными блестящими подвигами». Он попросил их ободрить воинов своих подразделений, подчеркнуть важность предстоящего решающего сражения, а также попросить соблюдать порядок и дисциплину. В изложении Квинта Курция Руфа, Александр выступал перед всем войском, а не перед группой военачальников. Он напомнил им о былых победах, подчеркнул важность предстоящего сражения, а также особо отметил отсутствие причин бояться неизвестных народов, раз их, в отличие от македонян, никто не знает вследствие слабости и невоинственности. Диодор Сицилийский, как и Арриан, писал о речи перед военачальниками, в которой Александр подчеркнул решающий характер предстоящего сражения, после которого они смогут отдохнуть от долгих трудов и опасностей. В изложении Юстина, Александр говорил о никчемности многочисленного войска противника, которое македоняне уже несколько раз побеждали, так как «насколько у Дария больше людских полчищ, настолько же у него, Александра, больше мужей». Б. Г. Гафуров и Д. И. Цибукидис при анализе данных античных авторов отдают предпочтение сведениям Арриана.
За 11 дней до сражения, в ночь с 20 на 21 сентября 331 года до н. э., произошло описанное у Арриана и Плутарха лунное затмение, что даёт возможность чётко датировать событие 1 октября 331 года до н. э.

## Силы противников и диспозиция сторон

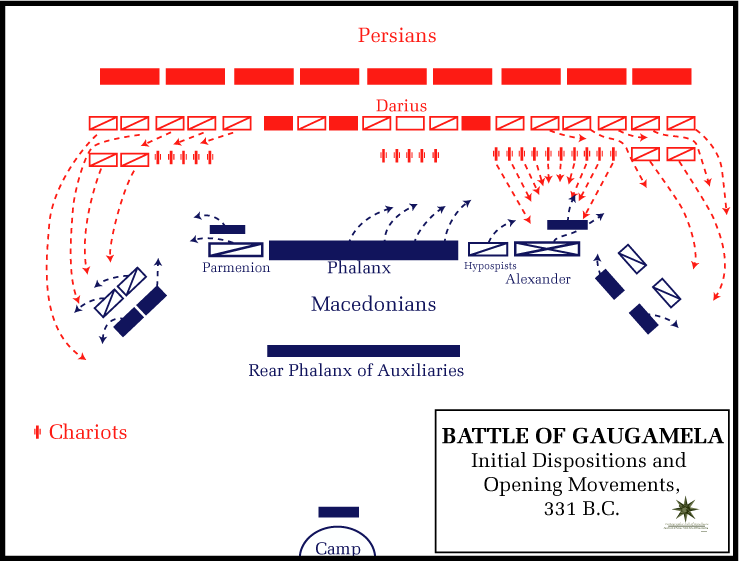
Схема первоначального расположения сторон

### Персы
Античные источники приводят различные оценки численности персидского войска. Диодор Сицилийский писал о 800 тысячах пеших воинах и 200 тысячах всадников, Юстин — 400 тысячах пехотинцев и 100 тысячах всадников, Плутарх — о миллионном войске, Арриан — миллионе пеших воинов, 40 тысячах всадников, 200 серпоносных колесницах и 15 боевых слонах, Квинт Курций Руф — 200 тысячах пеших воинов и 45 тысячах всадников. Современные историки считают античные оценки численности персидского войска завышенными, однако они не ставят под сомнение их кратное превосходство по численности. В свою очередь преимуществом македонян были качество их вооружения, выучка, а также больший опыт военачальников.
Левым или южным флангом персов руководил сатрап Бактрии Бесс. Под его командованием находились бактрийцы и согдийцы, дахи и арахоты Барсаента, персидские всадники и пешие воины, сусии и кадусии. Спереди на левом фланге стояли скифская и бактрийская конницы, около сотни серпоносных колесниц. На правом или северном фланге под командованием Мазея поместили воинов из Келесирии и Междуречья, парфян, тапуров и гирканов Фратаферна, саков Мавака, мидян, албанов и сакесинов Атропата. Спереди расположили армянскую и каппадокийскую конницу, а также 50 серпоносных колесниц. В центре находился сам Дарий с отрядом «родственников» (знатных всадников) и личной гвардией из персов. Персидского царя также прикрывали инды, карийцы и марды-лучники, а также от 2 до 4 тысяч греческих наёмников под командованием Патрона и Главка. Такое место греков на службе у персов античные авторы объясняли тем, что только они могли противостоять атаке македонской фаланги. В резерве сзади основных сил Дарий III оставил уксиев, вавилонян, «людей с Красного моря» (арабов) и ситакенов.

### Македоняне
Согласно Арриану, армия Александра насчитывала 47 тысяч человек (40 тысяч пехотинцев и 7 тысяч всадников). Построение первой линии македонской армии не сильно отличалось от предыдущих битв при Гранике и Иссе. На правом ударном фланге, где находился Александр, расположилась конница гетайров, которой формально руководил Филота. Корпус гетайров состоял из восьми ил. Арриан перечисляет илы гетайров справа налево вместе с их командирами — справа располагалась царская ила Клита, затем илы Главкия, Аристона, Сополида, Гераклида, Деметрия, Мелеагра и Гегелоха.
К коннице гетайров примыкала агема гипаспистов под командованием Никанора, которую традиционно относят к правому флангу македонского войска. Гипасписты выполняли роль связующего звена между конницей, которая замыкала фланги, и тяжеловооружённой пехотой центра. Это была достаточно ответственная функция во время сражения, так как на них ложилась задача сохранять целостность боевых порядков всего строя и, одновременно, поддерживать атаку конницы. Далее следовали пять полков (таксисов) пеших воинов-фалангитов Кена, Пердикки, Мелеагра, Полиперхона и Симмия.
На левом фланге расположились таксис фаланги Кратера, греческая и фессалийская конница под командованием Эригия и Филиппа, сына Менелая, соответственно. Общее руководство левым флангом было поручено наиболее опытному военачальнику македонского войска Пармениону.
Несмотря на численное преимущество врага, Александр не стал растягивать свои ряды, чтобы они располагались вровень с персами. Однако, чтобы не допустить окружение с флангов он построил войско в две линии. Воины второго ряда при необходимости должны были развернуться и сразиться с персами не допустив реализации обходных манёвров. На правом фланге во второй линии расположились половина всех агриан в македонском войске под командованием Аттала, македоняне-лучники Омбриона, наёмники-ветераны Клеандра, около 400 наёмных всадников Менида, лёгкая конница-продрома сариссофоров Ареты и всадники-пеоны Аристона. Впереди первой линии в рассыпном строю находились застрельщики. Справа они были представлены половиной агриан, лучниками и метателями дротиков под командованием Балакра. На момент начала сражения край правого фланга македонян располагался напротив центра персидского войска.
Во второй линии левого фланга расположились фракийские пельтасты Ситалка, греческие и фракийские всадники Карана и Агафона соответственно, а также около 500 всадников-наёмников Андромаха. Отдельный отряд фракийской конницы был оставлен для охраны обоза.

## Ход битвы

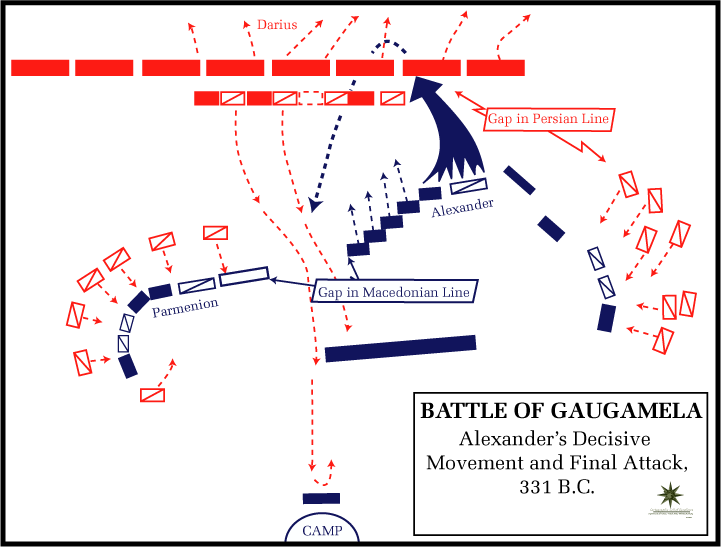
Схема битвы при Гавгамелах

Александр вначале не стал нападать на персов, а развернув свой строй стал смещать его вправо параллельно персам. Смысл данного тактического манёвра до сих пор остаётся неясным. Полиэн и Квинт Курций Руф писали, что Дарий III усеял поле заграждениями триболами в той части поля битвы, где предполагал атаку конницы гетайров. Александр узнал об этом от перебежчика Биона до начала сражения и приказал своим войскам избегать данной местности. Ещё по одной версии, он опасался, что персы окружат его правый фланг.
Дарий III приказал начать атаку серпоносными колесницами и одновременно отправил свою конницу южного фланга обойти фланг Александра. Атака колесниц провалилась. Часть лошадей обезумела от крика и шума, поднятого фалангитами, повернула назад и нанесла урон собственному войску. Другая часть лошадей и возниц была перебита лёгкой пехотой македонян на подходе к основному строю. Тех же лошадей, которые сумели ворваться в ряды фаланги, солдаты поражали длинными копьями в бока, либо расступались и пропускали в тыл, где их затем изловили. Лишь немногим колесницам удалось посеять смерть в рядах македонян, когда, по образному описанию Диодора, «серпы нередко резали по шеям, посылая головы скакать по земле с ещё открытыми глазами». Одновременно, Александр направил наперерез отрядам скифской и бактрийской конницы, которые совершали обходной манёвр, 400 всадников под командованием Менида. Однако этот отряд, вследствие несопоставимости сил, был вынужден отступить. Тогда Александр направил ему на помощь отряды продромов Ареты, затем пеонов Аристона, а после и пеших наёмников, которые ценой больших потерь сумели остановить персов и расстроить их ряды.
Одно остается для нас в этой битве неясно: какую цель преследовал Александр, сдвигая свои боевые порядки вправо. Если полагать, что он хотел добиться таким способом временного разрыва вражеского фронта, то мы сталкиваемся здесь с таким поразительным умением предвидеть действия противника, подобного которому не найти во всей мировой военной истории.
Во время совершаемых манёвров по переброске отрядов на южный фланг в строю персов образовался разрыв фронта. Он, вероятно, был бы вскоре заполнен, но Александр вовремя отметил благоприятный момент для атаки. Гетайры, гипасписты, а за ними и фалангиты немедленно бросились в прорыв, который «превратился как бы в зияющую рану, в которую с ужасающей быстротой вгрызалось яростное оружие македонцев, проникая в самый центр — к Дарию». Манёвр не был безопасным. Эскадроны Бесса пытались напасть на ударную группировку сзади, чему препятствовали воины второй линии. Таким образом, македонское войско превратилось в разрозненные отряды. Однако персы не выдержали натиска. Дарий бежал, а за ним последовали и другие воины южного фланга.
Ситуация на северном фланге складывалась для македонян не так благоприятно. Персам удалось обойти силы под командованием Пармениона, однако вместо того, чтобы начать уничтожение македонян, они принялись грабить обоз, который находился неподалёку. В лагере находилась пленная мать Дария III Сисигамбис. Согласно античной легенде, она не только не высказала никакой радости, но и отказалась от того, чтобы бежать к персам. Парменион решил, что будет окружён и в срочном порядке послал гонца к Александру за помощью. Македонский царь был вынужден прекратить преследование Дария III и вернуться на помощь своему левому флангу. Когда он прибыл, то обнаружил, что опасность частично ликвидирована. Персы покидали разграбленный лагерь, вероятно узнав о бегстве царя. Александр безуспешно попытался преградить им путь отступления, однако персидские всадники сумели прорваться «одержав победу даже в своем поспешном бегстве».

## Итоги битвы
По Арриану Александр потерял 100 человек только среди гетайров и более тысячи лошадей, в то время как персов погибло до 30 тысяч и ещё больше попало в плен; Квинту Курцию Руфу — потери персов составили 40 тысяч человек, македонян — 300; Диодору Сицилийскому — македоняне потеряли 500 человек, а персы всю конницу и 90 тысяч пеших воинов, большое количество солдат и военачальников Александра, включая Гефестиона, Пердикку, Менида и Кена получили ранения.
Поражение при Гавгамелах привело к крушению империи Ахеменидов. После победы Александр был провозглашён на сходке воинов царём Азии. Сокрушительное поражение Дария III делало принятие нового титула македонским царём не пропагандистским шагом, а отображало реальное положение дел.

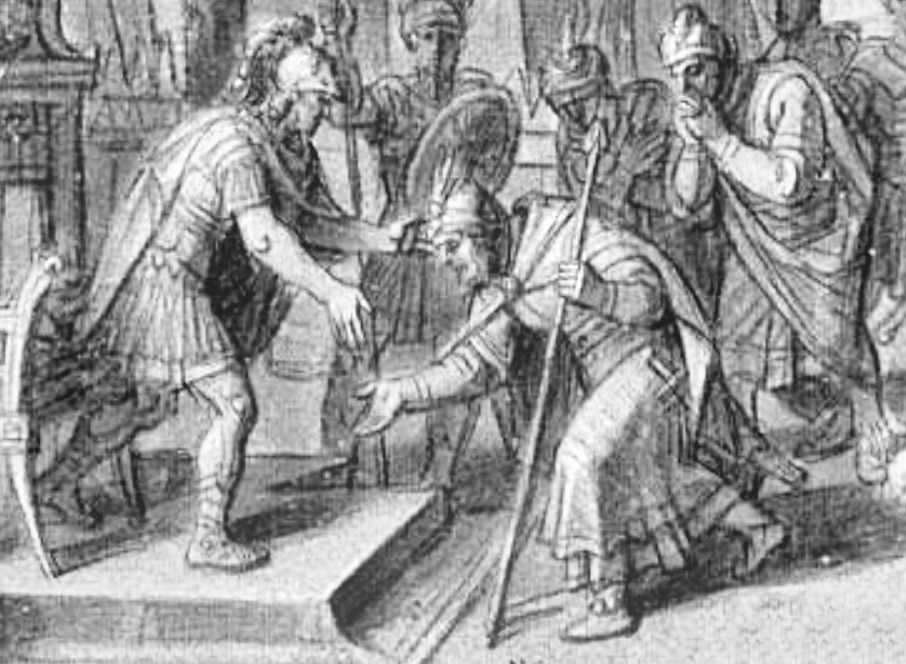
Мазей сдаёт Вавилон Александру. Гравюра Ф. Вердье (1651—1730)

После победы Александр отправился на юг в Вавилон, который Мазей без боя сдал македонянам. Дарий III бежал в Мидию, где надеялся собрать новое войско. Однако, вскоре среди приближённых Дария III возник заговор и персидский царь был убит. Существует несколько версий относительно мотивов заговорщиков при убийстве Дария III. По мнению И. Г. Дройзена, они хотели предложить Александру выдать пленника, заключить мир и тем самым сохранить за собой власть в подконтрольных провинциях. Г. Берве, напротив, считал заговорщиков лицами, которые хотели организовать энергичное сопротивление вторжению македонян. По мнению историка, свержение и последующее убийство Дария III стало следствием того, что эта группа персов разуверилась в своём царе, считала его неспособным сохранить государство.
Согласно современным оценкам, заговорщики просчитались. Они своими действиями оказали Александру огромную услугу. Вина за трагическую кончину Дария III падала не на македонского царя, а на заговорщиков. Александр после гибели персидского царя стал выступать не только в роли его законного наследника, но и мстителя. Патетические истории, которые нашли отображение во многих античных источниках, о трагической гибели царя персов от рук подлых заговорщиков, благородстве Дария III и Александра, благодарностях умирающего смертельно раненого Дария III Александру за почтительное отношение к матери, жене и дочерям сослужили македонянам хорошую службу, легитимизировали их власть над персами.

## Оценки
Ф. Шахермайр отмечал, что смысл первоначального манёвра Александра по смещению своего войска вправо остаётся неясным. Одновременно историк связывал поражение персов не только с военным талантом Александра, который уловил идеальный момент для атаки, но и с трусостью Дария III. По мнению историка, если бы персидский царь не бежал, а возглавил бы атаку на левый фланг македонян, то он несомненно выиграл бы сражение. И. Ш. Шифман считал одной из причин поражения персов «поразительную слабость духа Дария III», который бежал с поля боя при первой угрозе для его личной безопасности, в то время когда его решительные действия ещё могли изменить ход сражения.
А. А. Клейменов в статье посвящённой анализу несостоявшейся ночной атаки отметил способность Александра взвешенно оценивать текущую ситуацию. Широта арсенала тактических приёмов при отсутствии шаблонности в их применении делали Александра непредсказуемым противником. Македонский царь сумел ослабить противника ещё до начала решающего сражения.
Й. Лендеринг обращал внимание на плохую подготовку персидских воинов, их деморализацию. По мнению историка, битва при Гавгамелах была сродни «нападению на большую группу дезертиров».
Битва при Гавгамелах вошла в историю военного искусства в качестве примера хороших предварительной подготовки, разведки, учёта конкретной обстановки, согласованных действий отдельных отрядов всего войска. Впервые в истории в сражении появились прообразы резерва в виде второй линии, что привело к усложнению боевого порядка и руководства боем. В битве при Гавгамелах греки и македоняне впервые встретились с боевыми слонами. Хоть они и не приняли непосредственного участия в сражении, Александр знал об их присутствии в персидском войске и, соответственно, их наличие влияло на его планы. Возможно, первоначальный манёвр смещения вправо и связан с присутствием слонов в центре персидского войска. Оценку роли боевых слонов в битве при Гавгамелах осложняет тот факт, что Дарий III также не обладал опытом использования элефантерии в боевых действиях. В историографии существует несколько гипотез относительно роли слонов при Гавгамелах. Они могли выйти из-под контроля за счёт отсутствия опытных погонщиков. Их также могли использовать в качестве парадных или вьючных животных не предполагая задействовать непосредственно в сражении. Античные авторы могли умолчать об их боевом применении (данная гипотеза выглядит сомнительной, так как античные авторы не преминули бы в красках описать эту яркую деталь сражения). В любом случае, слоны оказались ценным трофеем македонян. По одной из версий, Александр отправил слона для изучения своему учителю Аристотелю. Македоняне быстро освоили как методы применения боевых слонов, так и особенности противодействия этому роду войск, что пригодилось им в следующем генеральном сражении на Гидаспе 326 года до н. э.

## В культуре
Битва при Гавгамелах показана в историческом фильме Оливера Стоуна «Александр» (2004 г.).

### Исследования
- Абакумов А. А. Боевые слоны в истории эллинистического мира (последняя треть IV — II вв. до н. э.). — М.: ООО Издательство «Книга», 2012. — 116 с. — ISBN 978-5-91899-078-0.
- Гафуров Б. Г., Цибукидис Д. И. Александр Македонский и Восток. — М.: Наука, 1980.
- Дандамаев М. А.-К. Политическая история Ахеменидской державы / Утверждено к печати Ученым советом Института востоковедения Академии наук СССР. — М.: Главная редакция восточной литературы издательства «Наука», 1985.
- Дельбрюк Г. История военного искусства в рамках политической истории. — СПб.: Наука, 2001. — Т. I. Античный мир.
- Дройзен И. Г. История эллинизма. История Александра Великого. — М.: Академический Проект, 2011. — 623 с. — (Технологии истории). — ISBN 978-5-8291-1304-9.
- Клейменов А. А. К вопросу о несостоявшейся ночной атаке войск Александра Македонского при Гавгамелах // Известия Тульского государственного университета. Гуманитарные науки. — Тула: Изд-во ТулГУ, 2013. — Вып. 3. — С. 59—67. — ISSN 2071-6141.
- Клейменов А. А. Полководческое искусство Александра Македонского: использование автономных боевых соединений. Диссертация на соискание ученой степени доктора исторических наук / Научный консультант: д. и. н., проф. Н. И. Винокуров. — Тула, 2019.
- Нефёдкин А. К. Конница эпохи эллинизма. — СПб.: Издательство РГПУ им. А. И. Герцена, 2019. — 784 с. — (Historia Militaris). — ISBN 978-5-8064-2707-7.
- Раджабов А. А. Битва при Гавгамелах. Главное сражение Александра Македонского // Переломные моменты истории: люди, события, исследования. К 350-летию со дня рождения Петра Великого. Материалы международной научной конференции. В 3-х томах. — СПб.: Санкт-Петербургский государственный университет промышленных технологий и дизайна, 2022. — Т. 3. — С. 444—448.
- Шахермайр Ф. Александр Македонский. — Ростов н/Д.: Феникс, 1997. — 576 с. — ISBN 5-85880-313-Х.
- Шифман И. Ш. Александр Македонский / ответственный редактор Э. Д. Фролов. — Л.: Наука, 1988. — ISBN 5-02-027233-7.
- Шофман А. С. Восточная политика Александра Македонского / Печатается по постановлению редакционно-издательского совета Казанского университета. Отв. редактор В. Д. Жигунин. — Казань: Издательство Казанского университета, 1976.
- Griffith G. T.[англ.]. Alexander's Generalship at Gaugamela (англ.) // The Journal of Hellenic Studies. — The Society for the Promotion of Hellenic Studies, 1947. — Vol. 67. — P. 77—89. — doi:10.2307/626783. — JSTOR 626783.
- Heckel W. Who's Who in the Age of Alexander and his Successors. From Chaironea to Ipsos (338—301 BC) (англ.). — Barnsley: Greenhill Books, 2021. — 554 p. — ISBN 978-1-78438-648-1.
- Lendering Jona[англ.]. Gaugamela (331 BCE) (англ.). livius.org (10 августа 2020). Дата обращения: 14 июня 2024.
- Stronk J. P. Semiramis’ Legacy. The History of Persia According to Diodorus of Sicily (англ.). — Edinburgh: Edinburgh University Press Ltd, 2017. — XVII, 606 p p. — ISBN 978-1-4744-1426-5.